# Thời tiết

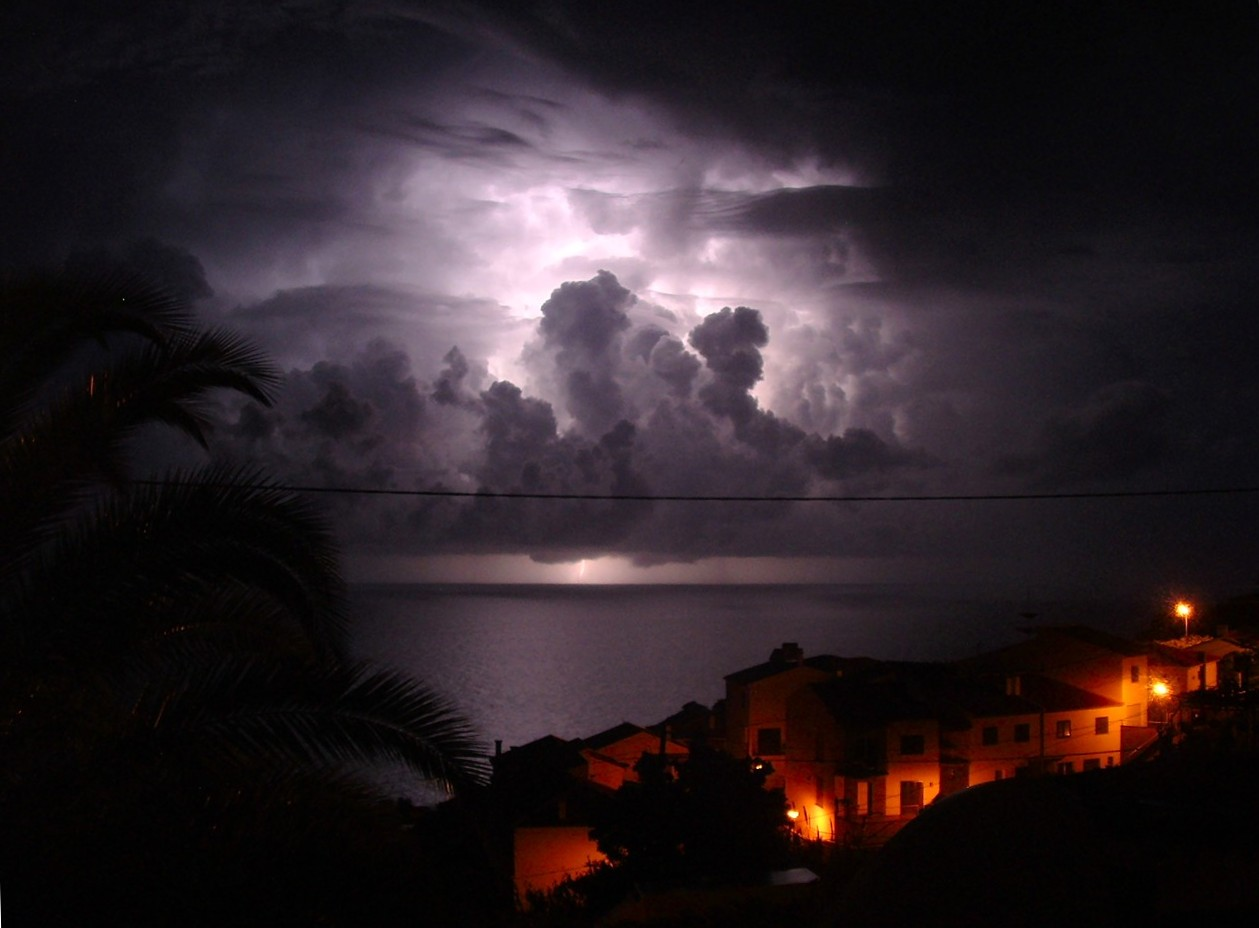
Sấm sét gần Garajau, Madeira

Thời tiết là tập hợp các trạng thái của các yếu tố khí tượng xảy ra trong khí quyển ở một thời điểm, một khoảng thời gian nhất định như nắng hay mưa, nóng hay lạnh, ẩm thấp hay khô ráo. Hầu hết các hiện tượng thời tiết diễn ra trong tầng đối lưu Thuật ngữ này thường nói về hoạt động của các hiện tượng khí tượng trong các thời kì ngắn (ngày hoặc giờ), khác với thuật ngữ "khí hậu" - nói về các điều kiện không khí bình quân trong một thời gian dài. Khi không nói cụ thể, "thời tiết" được hiểu là thời tiết trên Trái Đất.
Thời tiết bị chi phối bởi sự chênh lệnh áp suất không khí giữa nơi này và nơi khác. Sự khác biệt về áp suất và nhiệt độ có thể xảy ra do góc chiếu của ánh sáng tại một điểm đang xét, giá trị này thay đổi theo vĩ độ tính từ vùng nhiệt đới. Sự tương phản nhiệt độ mạnh mẽ giữa không khí vùng cực và nhiệt đới làm phát sinh các vòng tuần hoàn khí quyển quy mô lớn nhất: vòng tuần hoàn Hadley, vòng tuần hoàn Ferrel, vòng tuần hoàn Cực và dòng tia. Các hệ thống thời tiết ở các vĩ độ trung bình, chẳng hạn như lốc xoáy ngoài hành tinh, là do sự bất ổn của dòng chảy tia. Do trục của Trái Đất nghiêng so với mặt phẳng quỹ đạo của nó, ánh sáng mặt trời là khác nhau ở các góc khác nhau vào các thời điểm khác nhau trong năm. Trên bề mặt Trái Đất, hàng năm nhiệt độ thường dao động trong khoảng ±40 °C (−40 °F đến 100 °F). Trải qua hàng ngàn năm, những thay đổi trong quỹ đạo của Trái Đất có thể ảnh hưởng đến lượng và sự phân phối năng lượng mặt trời mà Trái Đất nhận được, do đó ảnh hưởng đến khí hậu dài hạn và biến đổi khí hậu toàn cầu.
Sự khác biệt nhiệt độ bề mặt lần lượt gây ra chênh lệch áp suất. Độ cao cao hơn mát hơn so với độ cao thấp hơn, vì hầu hết nhiệt độ trong khí quyển là do tiếp xúc với bề mặt Trái Đất trong khi tổn thất bức xạ đối với không gian chủ yếu là không đổi. Dự báo thời tiết là ứng dụng của khoa học và công nghệ để dự đoán trạng thái của khí quyển trong một thời gian trong tương lai và một địa điểm nhất định. Hệ thống thời tiết của Trái Đất là một hệ thống hỗn loạn; kết quả là, những thay đổi nhỏ đối với một phần của hệ thống có thể phát triển để có tác động lớn đến toàn bộ hệ thống. Những nỗ lực của con người để kiểm soát thời tiết đã xảy ra trong suốt lịch sử và có bằng chứng cho thấy các hoạt động của con người như nông nghiệp và công nghiệp đã thay đổi mô hình thời tiết.
Nghiên cứu cách thời tiết hoạt động trên các hành tinh khác rất hữu ích trong việc tìm hiểu cách thức thời tiết hoạt động trên Trái Đất. Một cột mốc nổi tiếng trong Hệ Mặt Trời, vết Đỏ Lớn của sao Mộc là một bão xoáy nghịch đã tồn tại ít nhất 300 năm. Tuy nhiên, thời tiết không giới hạn ở các cơ quan hành tinh. Nhật hoa của một ngôi sao liên tục bị chảy vào không gian, tạo ra một bầu không khí rất mỏng trên khắp Hệ Mặt Trời. Chuyển động của khối vật chất bị đẩy ra từ Mặt trời được gọi là gió mặt trời.

## Nguyên nhân

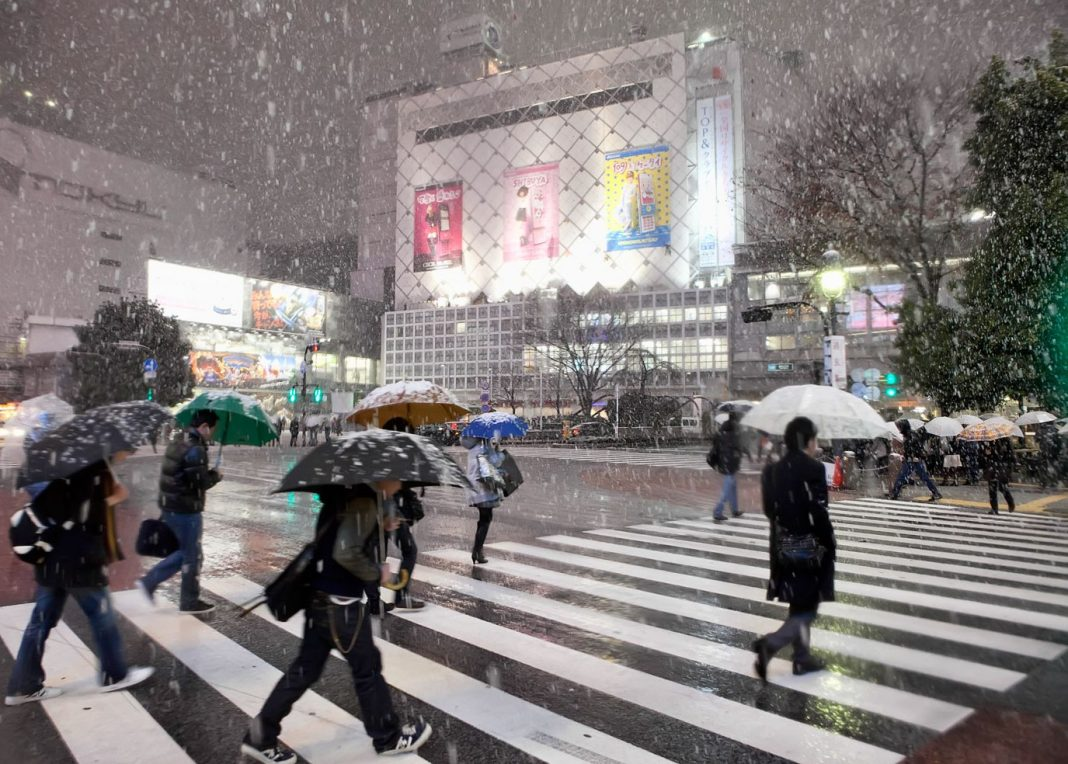
Một cơn mưa ở Nhật Bản (日本)

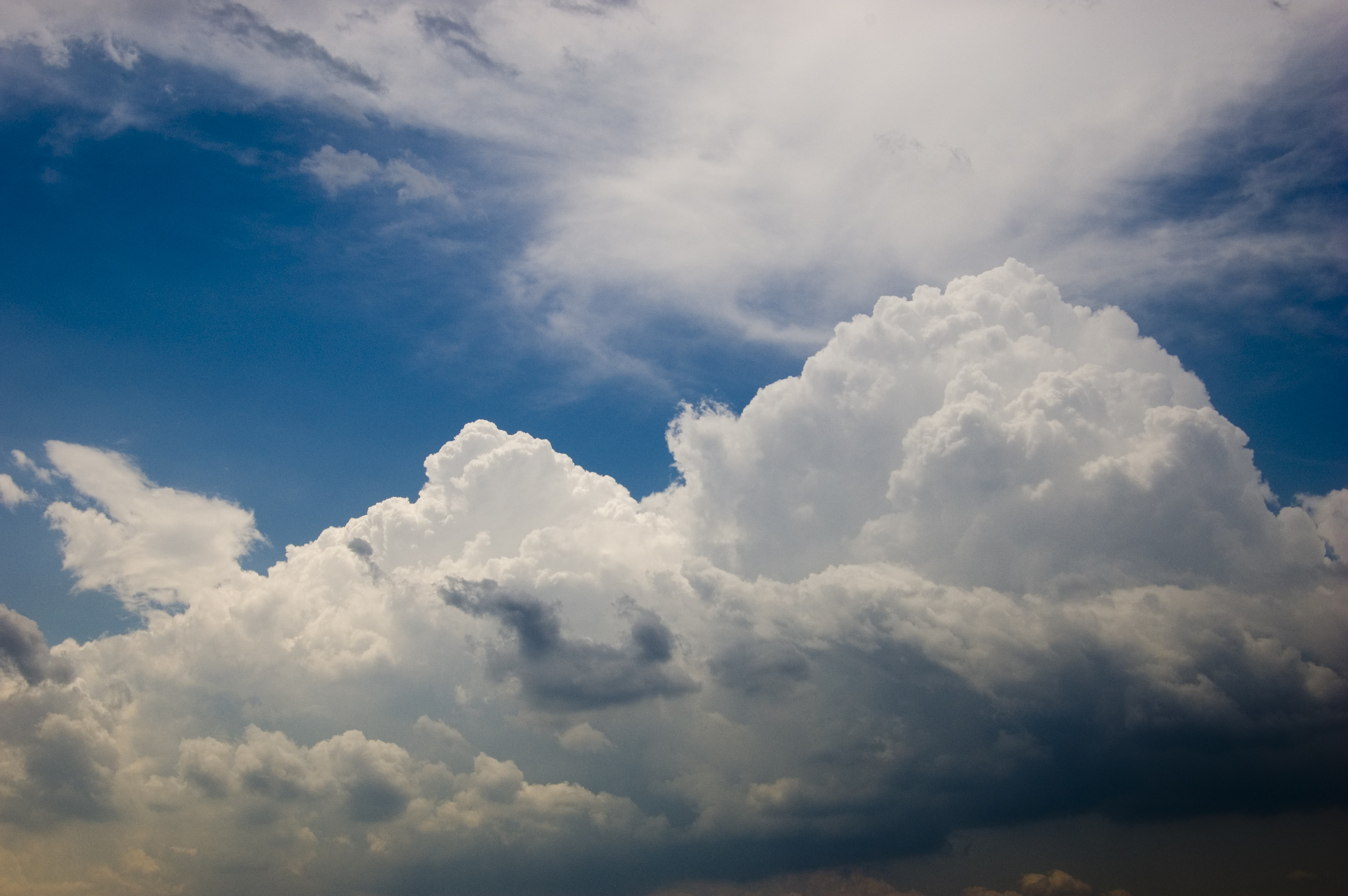
Đám mây tầng tích

Trên Trái Đất, các hiện tượng thời tiết thường gặp gồm có gió, mây, mưa, tuyết, sương giá và bão bụi. Các sự kiện ít phổ biến khác gồm các thảm họa tự nhiên như lốc, bão, bão tuyết. Hầu hết các hiện tượng thời tiết xuất hiện trong tầng đối lưu. Các hiện tượng thời tiết không xuất hiện trong tầng bình lưu và có thể ảnh hưởng đến thời tiết ở tầng đối lưu bên dưới, nhưng những cơ chế chinh xác vẫn chưa được hiểu rõ.
Thời tiết xảy ra chủ yếu do áp suất không khí, nhiệt độ và độ ẩm chênh lệch giữa nơi này với nơi khác. Những khác biệt này có thể xảy ra do góc mặt trời tại bất kỳ vị trí cụ thể nào, thay đổi theo vĩ độ từ vùng nhiệt đới. Nói cách khác, càng nằm xa vùng nhiệt đới, góc mặt trời càng thấp, điều đó làm cho những vị trí đó mát hơn do sự lan truyền của ánh sáng mặt trời trên một bề mặt lớn hơn. Sự tương phản nhiệt độ mạnh mẽ giữa không khí vùng cực và nhiệt đới làm phát sinh các tế bào lưu thông khí quyển quy mô lớn và dòng phản lực. Các hệ thống thời tiết ở các vĩ độ trung bình, chẳng hạn như lốc xoáy ngoài hành tinh, là do sự không ổn định của dòng chảy tia. Các hệ thống thời tiết ở vùng nhiệt đới, như gió mùa hoặc hệ thống giông bão có tổ chức, được gây ra bởi các quá trình khác nhau.
Do trục của Trái Đất nghiêng so với mặt phẳng quỹ đạo của nó, ánh sáng mặt trời là sự cố ở các góc khác nhau vào các thời điểm khác nhau trong năm. Vào tháng 6, Bắc bán cầu nghiêng về phía mặt trời, do đó, tại bất kỳ Bắc bán cầu nào, ánh sáng mặt trời vĩ độ rơi trực tiếp vào điểm đó nhiều hơn vào tháng 12 (xem Ảnh hưởng của góc mặt trời đối với khí hậu). Hiệu ứng này gây ra các mùa. Trải qua hàng ngàn đến hàng trăm ngàn năm, những thay đổi trong các thông số quỹ đạo của Trái Đất ảnh hưởng đến lượng và sự phân phối năng lượng mặt trời mà Trái Đất nhận được và ảnh hưởng đến khí hậu lâu dài. (Xem chu kỳ Milankovitch).
Sự nóng lên của mặt trời không đồng đều (sự hình thành các vùng nhiệt độ và độ ẩm, hoặc sự hình thành trước) cũng có thể là do thời tiết ở dạng mây và mưa. Độ cao cao hơn thường mát hơn so với độ cao thấp hơn, kết quả của nhiệt độ bề mặt cao hơn và sưởi ấm bức xạ, tạo ra quá trình đoạn nhiệt giảm dần. Trong một số tình huống, nhiệt độ thực sự tăng theo chiều cao. Hiện tượng này được gọi là đảo ngược và có thể làm cho đỉnh núi ấm hơn so với các thung lũng bên dưới. Nghịch đảo có thể dẫn đến sự hình thành của sương mù và thường hoạt động như một chiếc mũ ngăn chặn sự phát triển của giông bão. Ở quy mô địa phương, sự khác biệt nhiệt độ có thể xảy ra do các bề mặt khác nhau (như đại dương, rừng, tảng băng hoặc vật thể nhân tạo) có các đặc điểm vật lý khác nhau như độ phản xạ, độ nhám hoặc độ ẩm.
Sự khác biệt nhiệt độ bề mặt lần lượt gây ra chênh lệch áp suất. Một bề mặt nóng làm ấm không khí phía trên nó làm cho nó giãn nở và giảm mật độ và áp suất không khí bề mặt. Độ dốc áp suất ngang tạo ra sẽ di chuyển không khí từ các vùng áp suất cao hơn xuống thấp hơn, tạo ra gió và sự quay của Trái Đất sau đó gây ra sự lệch hướng của luồng không khí này do hiệu ứng Coriolis. Do đó, các hệ thống đơn giản được hình thành có thể hiển thị hành vi mới nổi để tạo ra các hệ thống phức tạp hơn và do đó các hiện tượng thời tiết khác. Các ví dụ quy mô lớn bao gồm tế bào Hadley trong khi một ví dụ quy mô nhỏ hơn sẽ là những cơn gió ven biển.
Khí quyển là một hệ thống hỗn loạn. Kết quả là, những thay đổi nhỏ đối với một phần của hệ thống có thể tích lũy và thổi phồng lên để gây ra những ảnh hưởng lớn đến toàn bộ hệ thống. Sự bất ổn trong khí quyển này làm cho dự báo thời tiết khó có thể dự đoán như là thủy triều hoặc nhật thực. Mặc dù khó có thể dự đoán chính xác thời tiết hơn một vài ngày trước, các nhà dự báo thời tiết đang tiếp tục làm việc để mở rộng giới hạn này thông qua nghiên cứu khí tượng và tinh chỉnh các phương pháp hiện tại trong dự báo thời tiết. Tuy nhiên, về mặt lý thuyết là không thể đưa ra dự đoán hàng ngày dài hơn hai tuần tới, áp đặt giới hạn trên cho tiềm năng cải thiện kỹ năng dự đoán.

## Định hình hành tinh Trái Đất
Thời tiết là một trong những quá trình cơ bản hình thành Trái Đất. Quá trình phong hóa phá vỡ các tảng đá và đất thành các mảnh nhỏ hơn và sau đó thành các chất cấu thành của chúng. Trong những cơn mưa, những giọt nước hấp thụ và hòa tan carbon dioxide từ không khí xung quanh. Điều này làm cho nước mưa có tính axit nhẹ, hỗ trợ các tính chất ăn mòn của nước. Các trầm tích và hóa chất được giải phóng sau đó được tự do tham gia vào các phản ứng hóa học có thể ảnh hưởng đến bề mặt hơn nữa (như mưa axit), và các ion natri và chloride (muối) lắng đọng trong biển / đại dương. Các trầm tích có thể định hình lại theo thời gian và bởi các lực lượng địa chất vào các loại đá và đất khác. Theo cách này, thời tiết đóng vai trò chính trong sự xói mòn bề mặt.

## Ảnh hưởng đến con người
Thời tiết, nhìn từ góc độ nhân học, là điều mà tất cả con người trên thế giới liên tục trải nghiệm thông qua các giác quan của họ, ít nhất là khi ở bên ngoài. Có những hiểu biết được xây dựng về mặt xã hội và khoa học về thời tiết là gì, điều gì làm cho nó thay đổi, ảnh hưởng của nó đối với con người trong các tình huống khác nhau, v.v. Do đó, thời tiết là chủ đề chung mà mọi người thường trò chuyện.

### Ảnh hưởng đến dân số

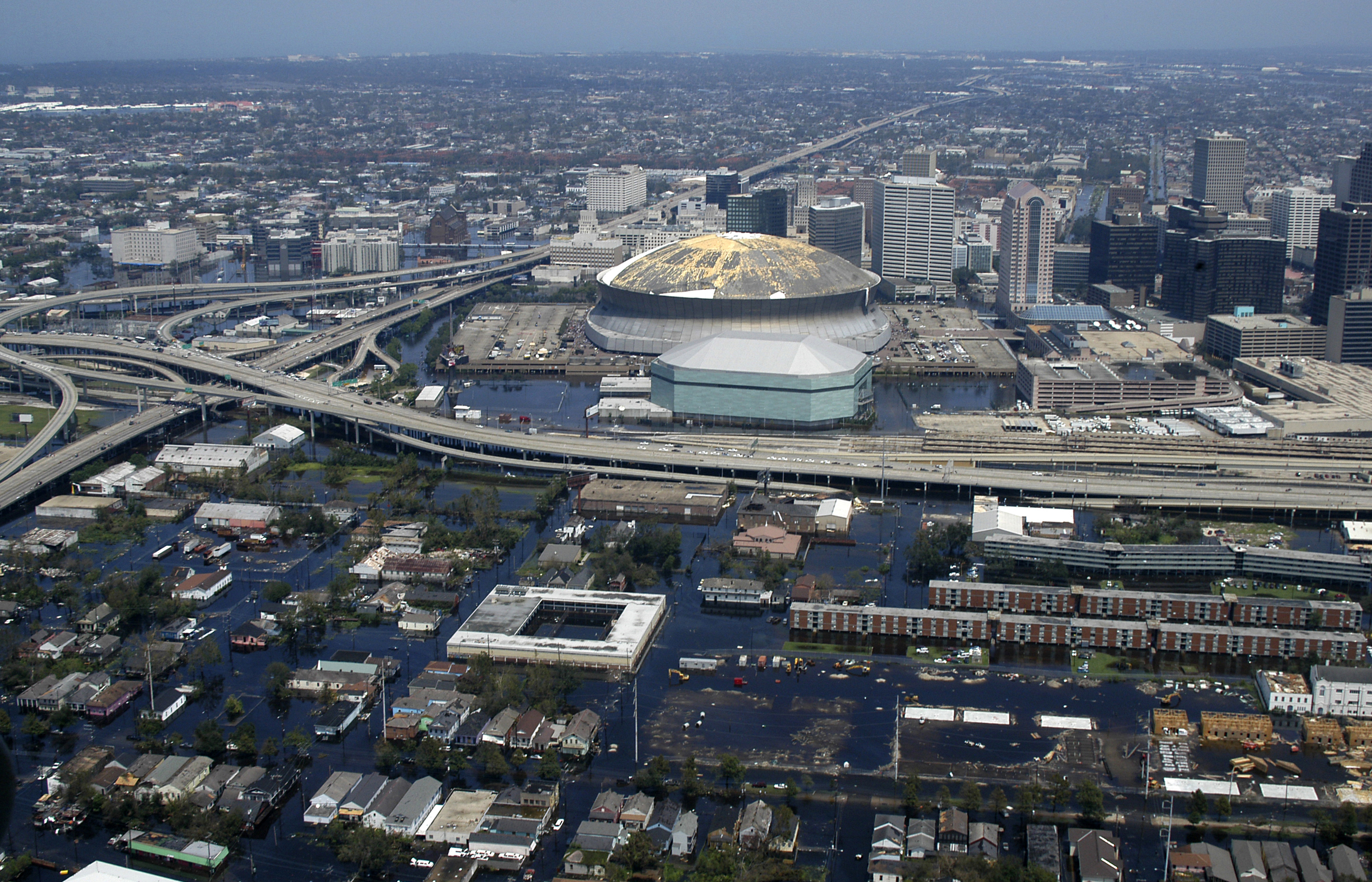
New Orleans, Louisiana, sau khi bị cơn bão Katrina tấn công. Katrina là một cơn bão cấp 3 khi nó xảy ra mặc dù nó đã là một cơn bão cấp 5 ở Vịnh Mexico.

Thời tiết đã đóng một phần lớn và đôi khi trực tiếp trong lịch sử loài người. Bên cạnh những thay đổi khí hậu gây ra sự trôi dạt dần dần của dân số (ví dụ như sa mạc hóa ở Trung Đông và sự hình thành các cây cầu trên đất liền trong thời kỳ băng hà), các sự kiện thời tiết cực đoan đã gây ra các phong trào dân số quy mô nhỏ hơn và xâm nhập trực tiếp vào các sự kiện lịch sử. Một sự kiện như vậy là việc cứu Nhật Bản khỏi sự xâm chiếm của hạm đội Mông Cổ Kublai Khan nhờ những cơn gió của bão Kamikaze vào năm 1281. Yêu sách của Pháp đối với Florida đã chấm dứt vào năm 1565 khi một cơn bão phá hủy hạm đội Pháp, cho phép Tây Ban Nha chinh phục Pháo đài Caroline. Gần đây hơn, cơn bão Katrina đã đẩy hơn một triệu người từ trung tâm duyên hải bờ biển vùng vinh Mexico phải ly tán ở khắp nơi trên nước Mỹ, trở thành cộng đồng lớn nhất trong lịch sử Hoa Kỳ.
Kỷ băng hà nhỏ gây ra những vụ mùa thất bát và nạn đói ở châu Âu. Những năm 1690 chứng kiến nạn đói tồi tệ nhất ở Pháp kể từ thời Trung cổ. Phần Lan bị nạn đói nghiêm trọng vào năm 1696 trận1697, trong đó khoảng một phần ba dân số Phần Lan đã chết.

## Dự báo

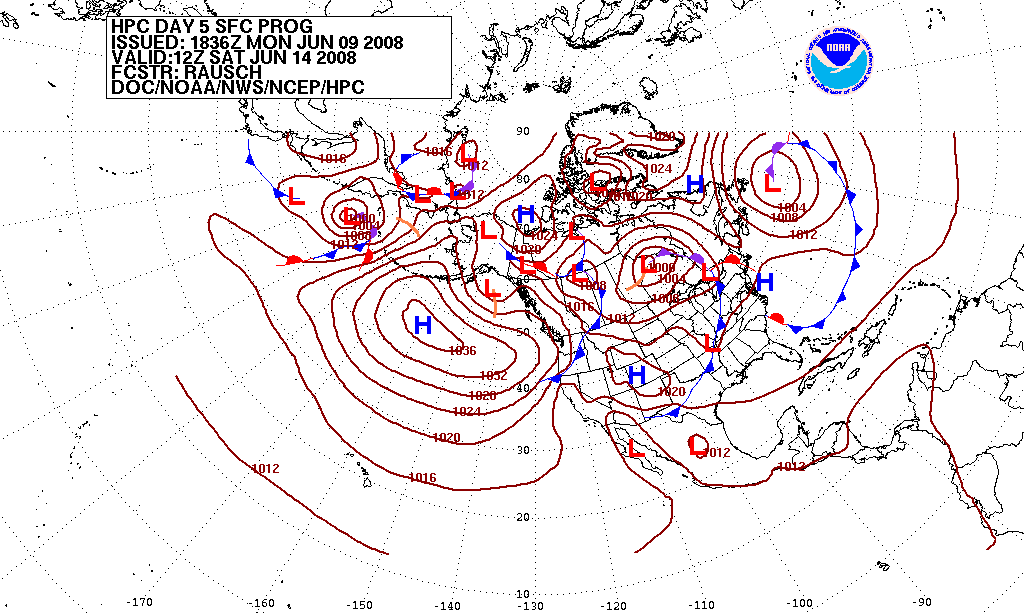
Dự báo áp lực bề mặt năm ngày trong tương lai cho Bắc Thái Bình Dương, Bắc Mỹ và Bắc Đại Tây Dương vào ngày 9 tháng 6 năm 2008

Dự báo thời tiết là ứng dụng của khoa học và công nghệ để dự đoán trạng thái của khí quyển trong một thời gian trong tương lai và một địa điểm nhất định. Con người đã cố gắng dự đoán thời tiết không chính thức trong nhiều thiên niên kỷ, và chính thức kể từ ít nhất là vào thế kỷ XIX. Dự báo thời tiết được thực hiện bằng cách thu thập dữ liệu định lượng về trạng thái hiện tại của khí quyển và sử dụng hiểu biết khoa học về các quá trình khí quyển để dự đoán cách thức khí quyển sẽ diễn biến.
Khi nỗ lực của tất cả mọi người chủ yếu dựa vào thay đổi áp suất khí quyển, điều kiện thời tiết hiện tại và điều kiện bầu trời, các mô hình dự báo  hiện được sử dụng để xác định các trạng thái thời tiết trong tương lai. Mặt khác, đầu vào của con người vẫn được yêu cầu chọn mô hình dự báo tốt nhất có thể để làm dự báo, bao gồm nhiều ngành như kỹ năng nhận dạng mẫu, kết nối từ xa, kiến thức về hiệu suất mô hình và kiến thức về xu hướng mô hình.
Bản chất hỗn loạn của khí quyển, sức mạnh tính toán khổng lồ cần có để giải các phương trình mô tả bầu khí quyển, lỗi liên quan đến việc đo các điều kiện ban đầu và sự hiểu biết không đầy đủ về các quá trình khí quyển có nghĩa là các dự báo trở nên kém chính xác hơn do sự khác biệt trong thời điểm hiện tại và thời gian mà dự báo được thực hiện (phạm vi dự báo) tăng lên. Việc sử dụng các nhóm và sự đồng thuận mô hình giúp thu hẹp lỗi và chọn kết quả có khả năng nhất.
Có một loạt người dùng cuối lấy thông tin dự báo thời tiết. Cảnh báo thời tiết là dự báo quan trọng vì chúng được sử dụng để bảo vệ tính mạng và tài sản. Dự báo dựa trên nhiệt độ và lượng mưa rất quan trọng đối với nông nghiệp, và do đó đối với các nhà giao dịch hàng hóa trong thị trường chứng khoán. Dự báo nhiệt độ được sử dụng bởi các công ty tiện ích để ước tính nhu cầu tham quan trong những ngày tới.
Ở một số khu vực, mọi người sử dụng dự báo thời tiết để xác định nên mặc gì vào một ngày nhất định. Vì các hoạt động ngoài trời bị hạn chế nghiêm trọng bởi mưa lớn, tuyết và gió lạnh, dự báo có thể được sử dụng để lên kế hoạch cho các hoạt động xung quanh các sự kiện này và lên kế hoạch trước để sống sót vượt qua chúng.
Dự báo thời tiết nhiệt đới khác với dự báo ở vĩ độ cao hơn. Mặt trời chiếu trực tiếp vào vùng nhiệt đới nhiều hơn ở vĩ độ cao (ít nhất là trung bình trong một năm), khiến vùng nhiệt đới ấm lên (Stevens 2011). Và, hướng thẳng đứng (hướng lên, khi một người đứng trên bề mặt Trái Đất) vuông góc với trục quay của Trái Đất tại xích đạo, trong khi trục quay và phương thẳng đứng giống nhau ở cực; điều này làm cho vòng quay của Trái Đất ảnh hưởng đến hoàn lưu khí quyển mạnh hơn ở vĩ độ cao hơn thấp. Do hai yếu tố này, mây và mưa bão ở vùng nhiệt đới có thể xảy ra một cách tự nhiên hơn so với những yếu tố ở vĩ độ cao hơn, nơi chúng được kiểm soát chặt chẽ hơn bởi các lực lượng quy mô lớn hơn trong khí quyển. Do những khác biệt này, mây và mưa khó dự báo ở vùng nhiệt đới hơn ở vĩ độ cao. Mặt khác, nhiệt độ dễ dàng được dự báo ở vùng nhiệt đới, vì nó không thay đổi nhiều.

## Điều chỉnh
Khát vọng kiểm soát thời tiết là điều hiển nhiên trong suốt lịch sử loài người: từ các nghi lễ cổ xưa có ý định mang mưa cho mùa màng cho Chiến dịch quân sự Hoa Kỳ Popeye, vốn là một nỗ lực phá vỡ các đường cung cấp vũ khí bằng cách kéo dài gió mùa tại Bắc Việt Nam. Những nỗ lực thành công nhất trong việc ảnh hưởng đến thời tiết liên quan đến gieo hạt trên đám mây; chúng bao gồm sương mù - và các kỹ thuật phân tán địa tầng thấp được sử dụng bởi các sân bay lớn, các kỹ thuật được sử dụng để tăng lượng mưa mùa đông trên các ngọn núi và các kỹ thuật để ngăn chặn mưa đá. Một ví dụ gần đây về kiểm soát thời tiết là sự chuẩn bị của Trung Quốc cho Thế vận hội Olympic mùa hè 2008. Trung Quốc đã bắn 1.104 tên lửa phân tán mưa từ 21 địa điểm ở thành phố Bắc Kinh trong nỗ lực tránh mưa khỏi lễ khai mạc trò chơi vào ngày 8 tháng 8 năm 2008. Guo Hu, người đứng đầu Cục Khí tượng Thành phố Bắc Kinh (BMB), xác nhận sự thành công của hoạt động với 100 mm rơi xuống thành phố Bảo Định của tỉnh Hà Bắc, về phía tây nam và huyện Phòng Sơn của Bắc Kinh ghi nhận lượng mưa 25 mm.
Trong khi có bằng chứng không thuyết phục về hiệu quả của các kỹ thuật này, có nhiều bằng chứng cho thấy hoạt động của con người như nông nghiệp và công nghiệp dẫn đến sự thay đổi thời tiết một cách vô tình:
- Mưa axit, do phát thải công nghiệp của sulfur dioxide và oxit nitơ vào khí quyển, ảnh hưởng xấu đến các hồ nước ngọt, thảm thực vật và các cấu trúc.
- Các chất gây ô nhiễm do con người làm giảm chất lượng không khí và tầm nhìn.
- Biến đổi khí hậu gây ra bởi các hoạt động của con người thải khí nhà kính vào không khí dự kiến sẽ ảnh hưởng đến tần suất của các sự kiện thời tiết khắc nghiệt như hạn hán, nhiệt độ khắc nghiệt, lũ lụt, gió lớn và bão lớn.[45]
- Nhiệt, được tạo ra bởi các khu vực đô thị lớn đã được chứng minh là ảnh hưởng nhỏ đến thời tiết gần đó, thậm chí ở khoảng cách xa tới 1.600 kilômét (990 mi).[46]

Tác động của việc điều chỉnh thời tiết vô tình có thể gây ra mối đe dọa nghiêm trọng đối với nhiều khía cạnh của nền văn minh, bao gồm hệ sinh thái, tài nguyên thiên nhiên, sản xuất lương thực và sợi, phát triển kinh tế và sức khỏe con người.

## Khí tượng học quy mô nhỏ
Khí tượng học quy mô nhỏ là nghiên cứu về các hiện tượng khí quyển tồn tại trong thời gian ngắn nhỏ hơn quy mô tầm trung, khoảng 1 km hoặc ít hơn. Hai nhánh khí tượng học này đôi khi được nhóm lại thành "khí tượng học mesoscale và microscale" (MMM) và cùng nhau nghiên cứu tất cả các hiện tượng nhỏ hơn quy mô khái quát; đó là các tính năng nghiên cứu nói chung quá nhỏ để được mô tả trên bản đồ thời tiết. Chúng bao gồm các "đám mây" nhỏ và thường thoáng qua và các tính năng đám mây nhỏ khác.

## Các yếu tố thời tiết
- Nhiệt độ không khí
- Áp suất khí quyển
- Gió: hướng gió, tốc độ
- Độ ẩm

## Các hiện tượng
- Nắng
- Mưa
- Tuyết
- Sấm sét
- Lốc xoáy
- Sương mù
- Giông tố
- Giáng thủy